# Hrafns saga Sveinbjarnarsonar
Hrafns saga Sveinbjarnarsonar (”Ravn Sveinbjörnssons saga”) är en isländsk samtidssaga från 1200-talet. Sagan handlar om den ädle, nästan helgonlike, hövdingen Hrafn Sveinbjarnarson på Eyri (Hrafnseyri), som gjorde flera bildnings- och pilgrimsresor i Europa. Han åtföljde också 1202–03 det blivande helgonet Guðmundr Arason på dennes resa för att vigas till biskop i Norge. Återkommen till Island blev Hrafn Sveinbjarnarson utan egen förskyllan (enligt sagan) invecklad i en dödlig konflikt med den västfjordske hövdingen Torvald (Þorvaldr) Snorrason, vilken slutade med att Hrafn den 4 mars 1213 blev överfallen på sin gård och halshuggen.
Hrafn Sveinbjarnarson var fristatstidens namnkunnigaste läkare. Läkedomsförmågan var enligt sagan en gåva från Olof den helige till Hrafns farfars far Atli, som tack för dennes hjälp till helgonets son Magnus den gode efter slaget vid Lyrskogsheden år 1043, men förmågan gick sedan i arv till nya medlemmar av ätten (den så kallade Selárdals-ätten). Intressant nog finns en del av Hrafns läkedomskurer omtalade i sagan. Vi får också veta att Hrafn aldrig tog betalt av sina patienter, vilket skulle ha varit att missbruka Guds godhet.
Originalhandskriften till Hrafns saga Sveinbjarnarsonar gick förlorad i Köpenhamns brand år 1728. Det finns dock pappersavskrifter, av vilka den bästa anses vara AM 155 fol., vilken låg till grund för utgivningen i Biskupasögur 1, 1858. Dessutom finns fyra blad av en 1400-talsmembran, (AM 557 4to), vilka också kompletteras av en pappersavskrift. En kortversion av Hrafns saga interpolerades omkring år 1300 tillsammans med Guðmundar saga Arasonar i Sturlungasagan. Denna version, som framför allt berör Hrafns fejd med Torvald Snorrason, har uteslutit hagiografiskt, religiöst och övernaturligt material, men tillagt en del uppgifter rörande fejden.
Hrafns saga Sveinbjarnarsonar anses vara en av de bäst komponerade av de isländska personsagorna. Stilen är enkel och sagan kan kvalitetsmässigt jämföras med släktsagorna. På gammalt vis innehåller sagan också åtskilliga skaldestrofer, däribland nio fullstrofer och två helmingar (halvstrofer) ur en erfidrápa av Guðmundr Svertingsson.
Sagans författare är okänd, men kan av språkliga skäl misstänkas ha tillhört det andliga ståndet. Eftersom skildringen av Hrafn Sveinbjarnarsons sista timmar ger intryck av att vara en ögonvittnesberättelse, gissade Finnur Jónsson att det kan ha varit prästen Valdi – i sagan nämnd som Hrafns vän och den präst för vilken Hrafn skriftade sig innan han blev halshuggen – som skrivit sagan, eller åtminstone varit en av författarens sagesmän. Att författaren kan ha varit en av Hrafns vänner framgår också av framställningens partiskhet: Hrafn skildras som ett nästan osannolikt helgon, medan hans fiende Torvald, som avger falsk vittnesbörd på tinget och ständigt bryter ingångna överenskommelser, framstår i sämsta tänkbara dager. Men trots att sagan målar i svart och vitt utgör den i många hänseenden en värdefull historisk källa.
Hrafn Sveinbjarnarsons söner var små när deras fader mördades. Femton år senare hade de blivit gamla nog att ta hämnd. Då överföll de Torvald på dennes gård i Króksfjörður och lät bränna honom inne. Denna hämnd omtalas inte i sagan trots att den ur författarens synpunkt torde ha varit ”rättmätig”. Finnur Jónsson drog därför slutsatsen att sagan troligen skrevs innan hämnden hade inträffat, kanske omkring år 1220. Det finns dock andra tänkbara orsaker till att hämnden inte nämns. Björn Sigfússon skriver: ”Att hämnden, dråpet på Þorvaldr, som följde år 1228, förtiges i sagan, beror nog på hänsyn till dem, som man inte önskade egga till utkrävande av en ny hämnd, bl.a. Þorvalds svärfar, Snorri Sturluson.”
Den rådande uppfattningen är att Hrafns saga Sveinbjarnarsonar troligen skrevs omkring år 1230, eller något senare.
En intressant detalj som nämns i sagan är att Hrafn ägde en solsten, med vars hjälp man kunde finna solens exakta belägenhet på himlen även om vädret var mulet.